# マクルディ
マクルディ(Makurdi)は、ナイジェリア南東部のベヌエ州の州都。
ベヌエ川沿いの中央帯 (ナイジェリア)に位置する。
ナイジェリア空軍の基地が有り、MiG-21・SEPECAT ジャギュア飛行中隊が所属する。
2007年の人口は約50.1万人。

## 民族
- ティブ族
- イドマ族（英語版）
- イゲデ族（英語版）

## 教育
- ベヌエ州立大学（英語版）
- 連邦農業大学

## 交通
ニジェール川の代表的な支川のベヌエ川の岸に立地する。
かつてはポートハーコートと鉄道で繋がっていた。
近くの町との間に定時バスが走っている。
1932年に橋が架かるまでは、鉄道連絡船が用いられた。

## 農業
現金作物栽培や自給農業が盛んである。